# Alexandru Jar
Alexandru Jar (n. 21 septembrie 1911, Iași – d. 10 noiembrie 1988, București), (nume la naștere Solomon A. Jacob
)
(pseudonimul literar al lui Alexandru Avram), scriitor evreu român. Inițial, a fost un apologet al proletcultismului, dar ulterior a criticat această atitudine.
Alexandru Jar a fost comunist din ilegalitate, a luptat ca voluntar în Războiul Civil Spaniol și ulterior în Rezistența franceză anti-nazistă (maquis) împreună cu soția lui, celebra militantă Olga Bancic, care a fost pedepsită de naziști cu moartea prin decapitare în 1944.
În Arhivele Naționale ale României se găsesc documente care atestă că în perioada cât a acționat în Franța, Alexandru Jar a purtat numele conspirative Rădulescu Alexandru, Toma Alexandre, Toma Alexandru.
După război, Alexandru Jar a revenit în România, iar în anii ’50 s-a căsătorit cu Sanda Orleanu  (până în 1949 aceasta fusese căsătorită cu întemeietorul școlii românești de balet modern, Oleg Danovski) prim balerină a Operei de Stat din București, cu care a avut un fiu, Valentin Jar, născut în 1954, în București, devenit cântăreț liric de operă (tenor), emigrat în 1975 și stabilit în Olanda, la Dinxperloo.
Alexandru Jar a publicat intens în primii ani ai postbelici, devenind un scriitor de prim-plan al regimului comunist. Între altele, i s-au tipărit două romane despre grevele muncitorești de la atelierele Grivița: Sfârșitul jalbelor (1950) și Marea pregătire (1952). În anul 1950 a fost laureat al Premiului de Stat Stalin.
În acea perioadă, vedetă culturală a epocii, Alexandru Jar dădea tonul literaturii staliniste, cerând confraților să depisteze inamicul strecurat cu perfidie în rândurile partidului. Dar după moartea lui Stalin și reorientarea conducerii sovietice, avea să-și schimbe poziția și să critice și el stalinismul, devenind apoi ținta unor atacuri dirijate de Gheorghe Gheorghiu-Dej, de Iosif Chișinevschi și de Leonte Răutu.
Astfel, la câțiva ani după moartea lui Stalin, scriitorii din București au fost convocați pentru a li se prelucra hotărârea conducerii superioare de partid și conducerii statului privind  stabilirea de relații de prietenie cu Iugoslavia lui Tito. În timpul ședinței, aparent revoltat, Alexandru Jar (care în 1951 publicase romanul "La borna 202" dedicat confruntării cu Tito) a pus o serie de întrebări incomode pentru conducerea comunistă:
,,Am fost mințiți când ni s-a spus că Tito e un călău, sau suntem mințiți astăzi? Cine ne duce în eroare? Și de ce? Cine-și bate joc de noi? Și de un popor întreg? De ce am fost ațâțați împotriva acestei țări despre care aflăm astăzi că ne leagă o puternică prietenie istorică?”.
Ulterior, în preajma Congresului Uniunii Scriitorilor din România, pe data de 12 aprilie 1956, organul de presă al acesteia, „Gazeta literară”, a publicat mai multe interviuri cu diverși scriitori, printre care și unul cu Alexandru Jar („Gazeta literară”, III, 1956, nr. 15 din 12 aprilie, p. 1), în care acesta a exprimat o atitudine ostilă proletcultismului și ingerințelor partidului în artă, opinii pe care le va dezvolta și în cadrul unei ședințe de partid de la începutul lunii mai 1956, a comitetului PMR al raionului „I.V. Stalin”. De față fiind Gheorghe Gheorghiu-Dej, Leonte Răutu și Miron Constantinescu, vorbitorul a fost aspru admonestat pentru cutezanță (cf. „Scânteia”, XXV, 1956, nr. 3602 din 23 mai, p. 2).
Pe 15 mai 1956, în cadrul ședinței membrilor PMR din Uniunea Scriitorilor, Alexandru Jar este exclus din partid pentru „o ieșire antipartinică“.
În motivarea excluderii se arăta, printre altele: La o adunare a activului de partid a raionului I.V. Stalin, el „a pretins în mod mincinos că partidul ar educa pe comuniști în spiritul lașității, al lipsei de curaj“. Totodată, „a lansat fără rușine afirmația calomnioasă că membrii de partid «gândesc din ce în ce mai puțin»“. În fine, „a înfățișat cu rea credință situația literaturii, afirmând că în perioada în care s-a trecut la construirea socialismului [...] creația literară ar fi ajuns la dezastru“.
Amănuntul că în realitate Jar se consultase inițial cu Dej în privința cuvântării pe care o pregătea pare să însemne că a fost vorba despre o provocare. Crezând că Dej intenționa să critice abuzurile staliniste, Jar și-a permis să fie deosebit de îndrăzneț. A urmat însă riposta conducerii partidului, iar Jar a fost condamnat pentru spirit anarhic și mic burghez.
Pentru că nu au luat „poziție față de ieșirea provocatoare a lui Jar“, Mihail Davidoglu (dramaturg) și Ion Vitner (critic literar) au fost sancționați cu vot de blam.
La scurtă vreme după ce i s-a retras statutul de membru de partid, împreună cu toate privilegiile de scriitor proeminent al regimului, Alexandru Jar și-a reconsiderat opiniile, scriind o autocritică:
„Mi-e foarte greu să iau creionul în mână când simt că trebuie să folosesc mai întâi guma. Dar guma șterge litere pe hârtie; ce fel de gumă ar putea să-mi șteargă greșelile în fața altora și în fața conștiinței mele? Nu au fost ușoare pentru mine lunile care au urmat greșelilor mele de acum un an și cât am încercat să mă judec sau să-mi găsesc circumstanțe atenuante – n-am putut-o face. Și dacă recurg azi la publicarea unei singure pagini din lunga mea frământare, nu o fac numai pentru mine, ci, mai ales, pentru acei tovarăși pe care cuvintele mele grele i-au putut jigni ori numai deruta. În ultimele luni mi-a fost dat să simt, cutremurându-mă, întreaga lor gravitate.”
Căzut în dizgrație, Alexandru Jar a lucrat la un anticariat, dar a continuat să fie publicat (v. bibliografia).

## Lucrări publicate[11]
- Sânge și vis, 1946,
- Poemul marii deșteptări, (Cu un desen de G. Gordon), Editura Orizont, București, 1946,
- Fragment de veac, București, Editura Eminescu, 1946;
- Moartea lui Iosif Clisci, 1948,
- Interogatoriul, București, Socec, 1948;
- Evadare, București, Editura de Stat, 1949;
- Sfârșitul jalbelor, București, Editura de Stat pentru Literatură și Artă, 1950;
- Marea pregătire, București, Editura de Stat pentru Literatură și Artă, 1952,
- Undeva pe Dunăre, București, Editura de Stat pentru Literatură și Artă 1952;
- Cucuietul, 89 pagini, Editura Tineretului, 1954,
- O poveste simplă, București, Editura de Stat pentru Literatură și Artă, 1955,
- Un craniu de prisos, 125 pagini, Editura de stat pentru Literatură și Artă, 1956
- La borna 203, Editura Direcției generale politice, 1959
- Lagard cel însemnat București, Editura pentru Literatură 1966;
- Trădarea lunii, București, Editura pentru Literatură, 1968;
- Eu, Consula, București, Cartea Românească, 1971,
- Nașul și fericirea lumii, București, Cartea Românească, 1976.

## Distincții
- Medalia „A cincea aniversare a Republicii Populare Române” (24 decembrie 1952) „pentru lupta și munca duse în vederea făuririi, consolidării și prosperării Republicii Populare Române”[12]
- Ordinul „Tudor Vladimirescu” clasa a II-a (4 mai 1971) „cu prilejul aniversării a 50 de ani de la constituirea Partidului Comunist Român, [...] pentru activitate îndelungată în mișcarea muncitorească și merite deosebite în opera de construire a socialismului”[13]

## Filmografie
În anul 2009, în Franța a fost lansat filmul L'armée du crime (Armata crimei), cu durata de 139 minute, în regia lui Robert Guédiguian, care prezintă activitatea grupului condus de poetul armean Missak Manouchian în rândul Rezistenței franceze. Printre personajele care apar în film se numără și Alexandru Jar, interpretat de Alexandru Potocean.